# موسوعة أعلام المجددين في الإسلام
موسوعة أعلام المجددين في الإسلام تأليف الكاتب والباحث سامح كريِّم هي موسوعة مكونة من ثلاثة أجزاء مرتبة ترتيبا زمنيا من القرن الأول حتى القرن الخامس عشر الهجري، كل جزء منها يتضمن الحديث عن حياة مجموعة من أعلام المجددين قديما وحديثا من الذين بذلوا جهوداً وإسهامات كبيرة في إثراء الثقافة الإسلامية في مختلف المجالات. وقد بذل المؤلف جهدا ملحوظا في تلك الموسوعة للإحاطة بكل علماء الإسلام ومفكريه. 

## الجزء الأول

### القرن الأول
- أبو بكر الصديق
- عمر بن الخطاب
- عثمان بن عفان
- علي بن أبي طالب
- الحسين بن علي
- السيدة زينب
- عمر بن عبد العزيز

### القرن الثاني
- السيدة فاطمة النبوية
- السيدة سكينة
- عبد الرحمن بن هرمز
- الإمام أبو حنيفة
- الإمام الأوزاعي
- الإمام الليث
- الإمام مالك
- هارون الرشيد
- السيدة نفيسة
- المأمون
- معروف الكرخي
- الإمام الشافعي

### القرن الثالث
- الواثق بالله
- الخوارزمي
- الإمام أحمد بن حنبل
- الإمام البخاري
- الكندي
- الإمام مسلم
- أبو بكر الرازي
- ابن سريج
- الطبري
- الطحاوي

### القرن الرابع
- أبو جعفر الطحاوي
- أبو الحسن الأشعري
- الماتريدي
- الفارابي
- إخوان الصفا
- النيسابوري
- أبو حيان التوحيدي
- الحسن بن الهيثم

### القرن الخامس
- الباقلاني
- ابن سينا
- البيروني
- أبو العلاء المعري
- الماوردي
- ابن حزم
- الجويني
- أبو حامد الغزالي
- ابن باجه
- يوسف بن تاشفين

## الجزء الثاني

موسوعة أعلام المجددين في الإسلام: الجزء الثاني: من القرن السادس حتى القرن الثاني عشر للهجرة

### القرن السادس
1. أبو الطاهر بن عوف
2. أبو بكر الطرطوشي
3. سند بن عنان
4. الشريف الإدريسي
5. الأصفهاني
6. يوسف بن عبد المؤمن
7. ابن طفيل
8. السهروردي
9. الخيوشاني
10. القنائي
11. ابن رشد
12. الشاطبي
13. أبو الفرج الجوزي
14. الزمخشري
15. فخر الدين الرازي

### القرن السابع
1. ابن الصباغ
2. القرطبي
3. ابن الأثير
4. ابن الفارض
5. الواسطي
6. ابن عربي
7. أبو الحجاج الأقصري
8. أبو السعود بن أبي العشائر
9. ابن الحاجب
10. ابن البيطار
11. أبو الحسن الشاذلي
12. العز بن عبد السلام
13. ابن أبي أصيبعة
14. ابن سبعين
15. جلال الدين الرومي
16. نصير الدين الطوسي
17. السيد أحمد البدوي
18. مرزوق اليماني
19. القباري
20. القزويني
21. المرسي أبو العباس
22. ابن النفيس
23. البيضاوي
24. البوصيري
25. الديريني
26. ابن دقيق العيد
27. ابن عطاء الله السكندري
28. تقي الدين بن تيمية

### القرن الثامن
1. ابن منظور
2. ابن قيم الجوزية
3. ابن هشام الأنصاري
4. ابن بطوطة
5. الشاطبي
6. الذهبي
7. أبو القاسم الطهطاوي
8. التفتازاني
9. البلقيني
10. ابن خلدون

### القرن التاسع
1. القلقشندي
2. ابن الوزير
3. المقريزي
4. ابن حجر العسقلاني
5. أولغ بن شاه رخ
6. السيوطي
7. زكريا الأنصاري

### القرن العاشر
1. سليمان القانوني
2. الإمام الشعراني
3. البركوي
4. الرملي

### القرن الحادي عشر
1. الشاه عباس الصفوي
2. عبد القادر البغدادي
3. إبراهيم الكوراني
4. المقبلي

### القرن الثاني عشر
1. ولي الله الدهلوي
2. نادر خان شاه
3. محمد بن عبد الوهاب
4. الزبيدي

## الجزء الثالث
يحتوي هذا الجزء على سير عدد من المصلحين في الإسلام من القرن الثالث عشر حتى القرن الخامس عشر للهجرة.

### القرن الثالث عشر
1. محمد بن علي الشوكاني
2. الشيخ حسن العطار
3. محمد علي
4. رفاعة رافع الطهطاوي
5. جمال الدين الأفغاني
6. أحمد خان
7. عبد الرحمن الكواكبي
8. محمد عبده
9. حسن البنا
10. عبد الحميد بن باديس

### القرن الرابع عشر
1. محمد إقبال
2. الشيخ طنطاوي الجوهري
3. محمد مصطفى المراغي
4. مصطفى عبد الرازق
5. محمد كرد علي
6. الملك عبد العزيز آل سعود
7. محمد فريد وجدي
8. أحمد أمين
9. عبد الحميد العبادي
10. محمد عبد الله دراز
11. أبو الكلام آزاد
12. عبد الحليم محمود
13. محمود شلتوت
14. عباس محمود العقاد
15. أمين الخولي
16. علي عبد الرازق
17. محب الدين الخطيب
18. طه حسين
19. مالك بن نبي
20. عبد الحميد جودة السحار
21. محمد أبو زهرة
22. محمد ناصر الدين الالباني

## وصلات خارجية
- موسوعة عن أعلام المجددين في الإسلام بين العرب والأمريكان - اليوم السابع
- موسوعة جديدة عن المجددين في الإسلام - مركز آفاق للدراسات والبحوث
- أعلام المجددين في الإسلام - إيلاف